# Brave Entertainment
Brave Entertainment (кор. 브레이브 엔터테인먼트; також відома як Brave Sound Entertainment) — південнокорейська розважальна компанія, заснована в 2008 році Brave Brothers.

## Історія
Компанія Brave Entertainment була заснована в 2008 році Кан Дон Чолем, відомим під псевдонімом Brave Brothers, після того, як він покинув YG Entertainment. Brave Brothers з Brave Entertainment співпрацювали з Starship Entertainment. Вони разом продюсували дебютну пісню Sistar «Push Push». А також і інші пісні, включно з їхніми хітами «So Cool» і «Alone».

## Артисти звукозапису
Гурти
- DKB
- Candy Shop[5]

Продюсери
- Brave Brothers
- Maboos (마부스)
- Chakun (차쿤)
- JS
- 2CHAMP
- RedCookie (레드쿠키)[6]

## Колишні артисти

### Колишні артисти звукозапису
- 1Punch (2015)
  - One (2015)
  - Samuel (2015—2021)
- Elephant Kingdom (20??–2016)[7][8]
- Brave Girls (2011—2023)
  - Пак Инйон (2011—2013)
  - Пак Соа (2011—2013)
  - Хан Єджін (2011—2013)
  - Чон Юджін (2011—2017)
  - Но Херан (2011—2019)
  - Лі Хаюн (2015—2019)
  - Кім Мінйон (2015—2023)
  - Нам Юджон (2015—2023)
  - Хон Инджі (2015—2023)
  - Лі Юна (2015—2023)
- Big Star (2012—2019)
- Electroboyz
- Cherrsee
- Пар Суджін

### Колишні актори/акторки
- Кім Саран[9]
- Юн Мансік
- О Квансок (Big Star's FeelDog)